# Mantoida brunneriana
Mantoida brunneriana är en bönsyrseart som beskrevs av Henri Saussure 1871. Mantoida brunneriana ingår i släktet Mantoida och familjen Mantoididae. Inga underarter finns listade i Catalogue of Life.